# Rugby en Argentina
El rugby es un deporte de considerable y antigua difusión en Argentina. En 1873 se jugó el primer partido de rugby, y en 1899 se fundó la River Plate Rugby Championship, antecesora de la Unión Argentina de Rugby (UAR), organizando desde ese mismo año, una liga de rugby 15 con torneos anuales, actualmente conocida como Top 12, que es la más antigua de América y una de las más antiguas del mundo.
En Argentina se practican activamente diversas modalidades del deporte, como el rugby union (rugby-15), seven (rugby-7), quad rugby (en silla de ruedas), rugby mixed ability, tanto para mujeres y varones, como para mayores y menores.
El rugby union argentino masculino es hegemónico tanto en el continente americano como en Iberoamérica, habiendo ganado seis de las siete ediciones del Americas Rugby Championship que se juega desde 2009 y también todas las ediciones del campeonato Sudamericano de Rugby, que se juega desde 1951, con excepción de la edición de 1981, en la que no participó. 
Según cifras publicadas en 2012 en la Argentina practican rugby entre 50.000 y 100.000 jugadores federados en todas las divisiones (infantiles, menores, juveniles y mayores). La Unión de Rugby de Buenos Aires (URBA) contabiliza en 16.000 los jugadores de las divisiones juveniles y mayores que actúan en su ámbito, lo que representa el 45% de un total nacional de 35.000 jugadores, que la URBA estima existen a nivel nacional.
La principal competencia de ámbito nacional de clubes es el Torneo Nacional de Clubes, iniciado en 1993. Entre los equipos más destacados se encuentran Hindú Club (URBA) de Don Torcuato, San Isidro Club (URBA) de San Isidro y Duendes Rugby Club (URR), de Rosario.
La selección masculina de rugby de Argentina de rugby 15, conocida como Los Pumas, participó en todas las Copas Mundiales, finalizando tercera en 2007 y cuarta en 2015 y en 2023. Los éxitos logrados por el equipo nacional han contribuido a difundir el deporte. A partir de 2012, los Pumas comenzaron a participar del torneo Rugby Championship, en el que intervienen los equipos más poderosos del hemisferio sur.
La Selección masculina de rugby 7 de Argentina, conocida como Pumas Seven, ha obtenido la medalla de bronce en los Juegos Olímpicos de Tokio 2020, el subcampeonato en la Copa del Mundo de Rugby 7 de 2009 y el segundo lugar en la Serie Mundial de Rugby 7 2022-23, siendo la séptima selección con más torneos de la Serie Mundial ganados en la historia, con nueve copas hasta enero de 2024.
La selección masculina de rugby mixed ability (Los Pumpas XV), se consagró campeona del mundo en 2017. En rugby en silla de ruedas se ha formado una selección nacional masculina, denominada Los Ocelotes, que obtuvo el quinto lugar en los Juegos Parapanamericanos de 2023.
A partir de 2016 la UAR comenzó a integrar la Sanzaar, entidad organizadora del torneo internacional de clubes llamado Super Rugby, participando del mismo con una franquicia con el nombre de Jaguares, que obtuvieron el subcampeonato en la temporada 2019.
El rugby femenino por su parte, está mucho menos desarrollado, y no tiene la preeminencia continental que tiene el rugby masculino. La selección femenina de rugby 7 de Argentina se llama Las Yaguaretés, y disputan con Colombia el segundo lugar en los palmarés del Seven Sudamericano Femenino que se disputa desde 2004, ambas selecciones detrás de Brasil.

## Profesionalismo y el Plan de Alto Rendimiento de la UAR (PlaDAR)
Único en el mundo, el modelo del rugby argentino es amateur aunque se propone resolver una ecuación paradojal: desarrollarse a nivel de la competencia internacional sin renunciar al semillero y al espíritu del rugby. Con este fin, desde el 2009 el rugby argentino encaró un profundo proceso de transformación para poder insertarse en la competencia contra las tres grandes potencias del Sur: los All Blacks, los Wallabies y los Springboks. Así fue como se instrumentó el Plan de Alto Rendimiento de la UAR (PlaDAR), una base donde los jugadores son entrenados y preparados para poder competir contra jugadores de rugby profesionales. Actualmente existen cinco centros de alto rendimiento denominados "Academias de Alto Rendimiento" en cinco regiones: Centro (Córdoba), NOA (Tucumán), Litoral (Rosario), Oeste (Mendoza) y Buenos Aires. De esa manera, la Unión Argentina de Rugby (UAR) comenzó a tener jugadores rentados. 
Las Academias de cada región trabajan todos los días y una vez al mes se realiza una concentración nacional. En marzo se arranca con una base de 100 jugadores Menores de 18 años en todo el país. Luego de las cuatro concentraciones, a fin de año quedarán 60. La pirámide continúa así: en Menores de 19 arrancan la temporada 60 jugadores. A fin de año quedarán 40. En Menores de 20 son 40. Quedarán 26 en la lista que participará en el Mundial. 
Los únicos jugadores que cobran viáticos por entrenarse son los Seniors.

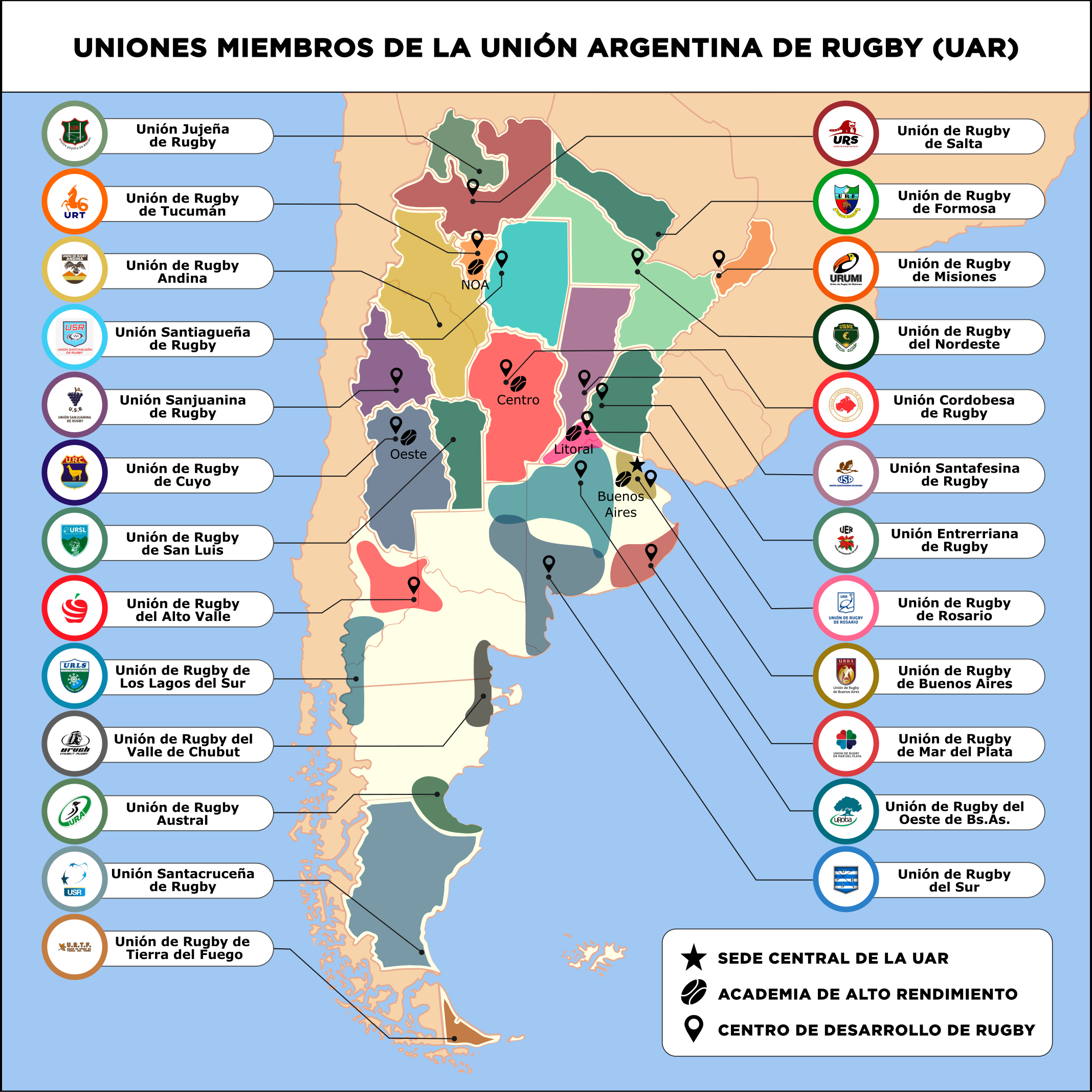
Uniones regionales miembros de la Unión Argentina de Rugby.

“Es un honor y una muestra de seriedad que las 25 uniones que componen la UAR hayan estado presentes y que todas hayan aprobado por unanimidad lo realizado por el Consejo Directivo durante el 2016. Es un apoyo importantísimo que demuestra que todas las uniones están alineadas a las políticas que venimos llevando a cabo en su nombre y con el rugby amateur, el de nuestros clubes, como parte fundamental del desarrollo del rugby argentino” (Carlos Araujo, Presidente de la Unión Argentina de Rugby).

## Clubes de rugby
El rugby en Argentina está organizado a partir de clubes federados a 25 asociaciones o uniones locales que a su vez integran la Unión Argentina de Rugby (UAR). Las 25 uniones locales son las siguientes, indicándose también la fecha de fundación: Alto Valle (1959), Andina (2007), Austral (1971), Buenos Aires (1995), Chubut (1971), Cordobesa (1931), Cuyo (1945), Entrerriana (1979), Formosa (1988), Jujeña (1966), Lagos del Sur (2001), Mar del Plata (1951), Misiones (1977), Noreste (1963), Oeste (1986), Rosario (1928), Salta (1951), San Luis (1977), Sanjuanina (1952), Santacruceña (2008), Santafesina (1955), Santiagueña (1968), Sur (1954), Tierra del Fuego (2000), Tucumán (1944).
Por cantidad de clubes participantes en cada unión, el orden es el siguiente: Buenos Aires (91), Rosario (41), Entrerriana (38), Oeste (28), Noreste (25), Cuyo (22) Misiones (22), Santafesina (22), Cordobesa(21), Mar del Plata (21), Sur (19), Tucumán (19), Salta (15), San Luis (14), Santiagueña (14), Alto Valle (13), Formosa (12), Andina (11), Lagos del Sur (11), San Juan (11), Jujeña (9), Santacruceña (8), Tierra del Fuego (7), Austral (6), Chubut (5).
En todo el país existen aproximadamente 500 clubes de rugby. La Unión de Rugby de Buenos Aires (URBA), es la que agrupa la mayor cantidad de clubes, con 75 afiliados y 16 invitados. A la misma pertenecen clubes como el Club Atlético San Isidro (CASI), el San Isidro Club (SIC) y el Hindú Club, que se encuentran entre los que más exitosos del país.
En las restantes 24 asociaciones locales, actúan alrededor de 410 clubes. Jockey Club (Rosario), Duendes RC, La Tablada (Córdoba), son algunos de ellos. En la provincia de Tucumán, se destacan clubes como Tucumán Rugby, Tucumán Lawn Tennis y otros, que han aportado numerosos jugadores al seleccionado nacional. El rugby tucumano obtuvo un notable resultado internacional en 1992, cuando venció 25-23 a Francia el 23 de junio de ese año, en la gira que el seleccionado europeo realizara por Argentina.

## Historia

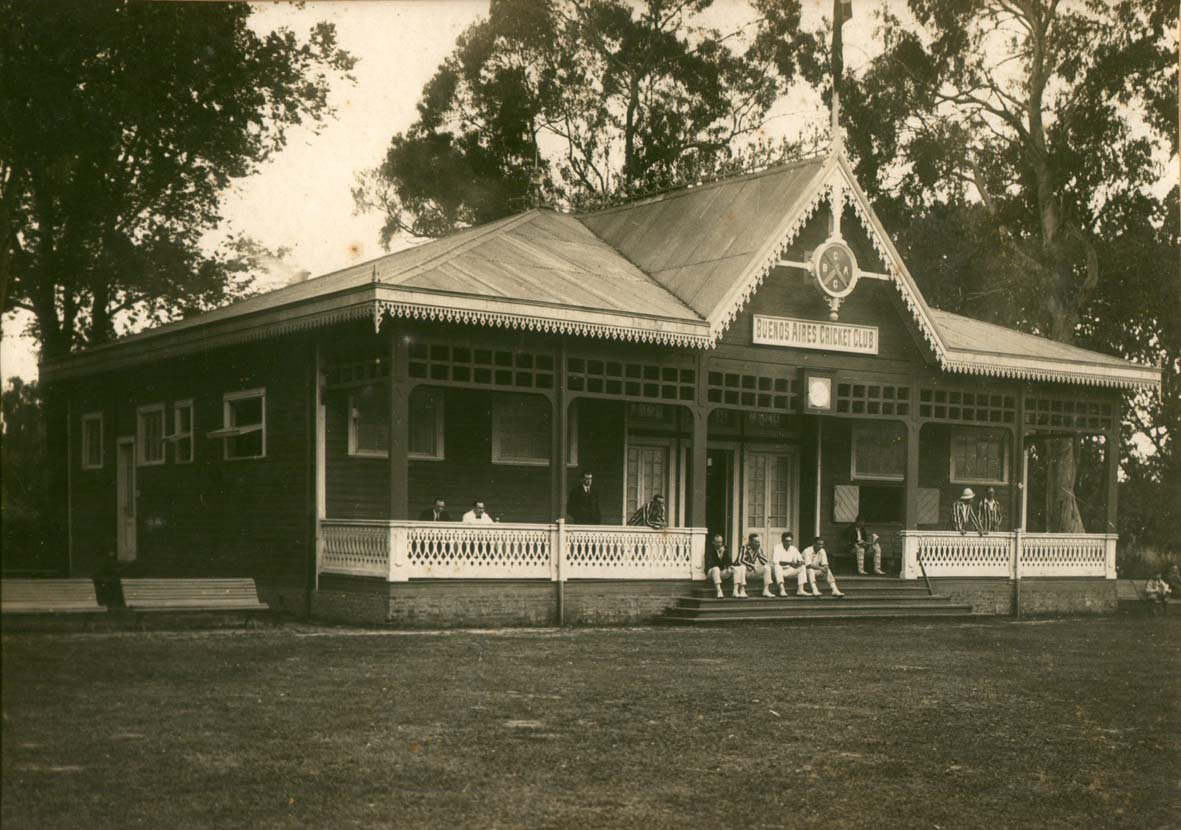
El primer partido de rugby en la Argentina se jugó en el campo del Buenos Aires Cricket Club en 1873, donde hoy se encuentra el Planetario. En el mismo lugar se jugó en 1867 el primer partido de football.

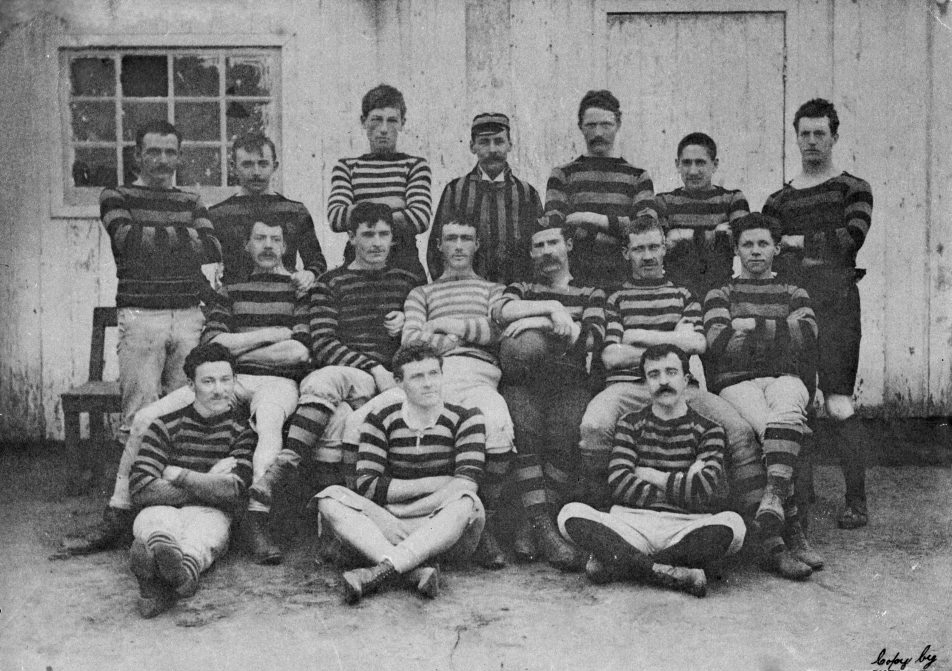
El equipo del Rosario A. C. de 1884, la foto más antigua de un equipo de rugby en la Argentina.

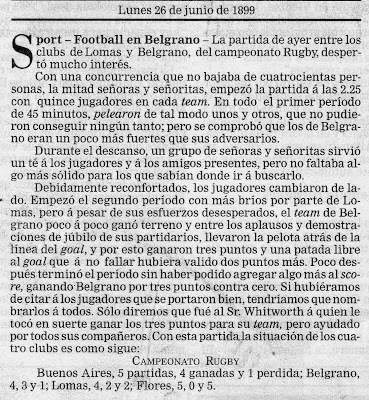
Crónica de un partido jugado durante el primer campeonato de rugby en 1899, entre Belgrano y Lomas.

### Inicios
Al igual que el fútbol o el tenis, el rugby fue introducido en Argentina por inmigrantes británicos, muchos de ellos relacionados con los bancos y empresas ferroviarias inglesas, que formaron sus propios equipos de rugby. En 1873 -trece años antes de que se fundara la International Rugby Football Board- se jugó el primer partido de rugby en Argentina en el Buenos Aires Cricket Club (ubicado entonces en el lugar donde actualmente está el Planetario), entre dos equipos llamados Bancos y Ciudad. En ese mismo lugar se había jugado en 1867 el primer partido de fútbol. También en 1873 se jugó otro partido de rugby en la cancha de polo de Flores, entre dos equipos que se llamaron "Inglaterra" y "El Mundo"; el primero integrado por jugadores ingleses y el segundo por escoceses, galeses, irlandeses y argentinos. El 14 de mayo de 1874 se jugó el primer partido siguiendo las reglas de la Rugby Football Union de Inglaterra, aprobadas en 1871.
En la década de 1880 comienzan a organizarse los primeros clubes dedicados a la práctica del rugby. En 1882 el Rosario Athletic organiza los primeros torneos internos de rugby entre sus socios. En 1886 se fundó el Buenos Aires FC, dedicado exclusivamente a la práctica del rugby. El 29 de julio de 1886 ambos clubes jugaron en Rosario el primer partido entre clubes en Argentina, triunfando los rosarinos, que a su vez perdieron la revancha jugada en Buenos Aires. A esos clubes se sumarían en esos años el Lomas Athletic (1891), el Flores Athletic (1893), Bancos Unidos, Old Bedfordians y el Belgrano Athletic (1896).
El 10 de abril de 1899 se funda la River Plate Rugby Union Championship, antecesora de la Unión Argentina de Rugby, creada para organizar el campeonato local. Son clubes fundadores fueron Belgrano Athletic, Buenos Aires FC, Lomas Athletic y Rosario Athletic. El primer presidente fue Leslie Corry Smith. Ese primer campeonato lo disputaron los cuatro clubes fundadores y el Flores Athletic Club, razón por la cual algunos investigadores piensan que este histórico club argentino-británico pudo haber estado entre los fundadores. El torneo lo ganó el Lomas Athletic, convirtiéndose en el primer campeón argentino. Los campeonatos jugados entre 1900 y 1904 fueron ganados por el Buenos Aires FC, en tanto que en 1905 y 1906 salió campeón el Rosario Athletic.
En 1904 Eduardo Newbery organizó el primer equipo íntegramente formado por argentinos, que incluía también a su hermano Jorge Newbery, pionero de la aviación sudamericana y pionero del deporte argentino. En 1905 se realizó un partido entre "Argentinos" y "Británicos" (residentes), que ganaron los primeros. "Argentinos" formó con L. Duhau, J. S. Campell, G. R. Ross, E. Newbery y A. Lagos; C. T. Mold y J. Newbery; J. W. Corbet, R. Gladen y Cirilo Webster; M. Miguens, E. Lagos y L. G. Lanusse. Estos partidos se realizarían todos los años.
En 1910, en ocasión del Centenario de Argentina, los British Lions (llamados entonces Combinado Británico), capitaneados por John Raphael, realizaron su primera gira a Sudamérica, disputando y ganando seis partidos en Buenos Aires, incluyendo el primer test match entre un seleccionado inglés y un seleccionado argentino de rugby. Raphael, quien siete años después moriría en combate en la Primera Guerra Mundial, realizó varios encuentros con los aficionados argentinos, para transmitir técnicas, tácticas y estrategias del juego.
En 1911 y 1912 ganó el campeonato el Club de Gimnasia y Esgrima, convirtiéndose en el primer campeón con un equipo formado mayoritariamente por jugadores argentinos.
En 1917 ganó el campeonato por primera vez el Club Atlético San Isidro (CASI), fundado en 1902 que se había incorporado a la Unión de Rugby en 1907. Se inició una larga hegemonía del CASI que ganaría trece campeonatos consecutivos hasta 1930 (en 1919 no se disputó y en 1920 fue compartido con Belgrano). En esos años se incorporaron los clubes Universitario (CUBA), el Hindú Club, el Pacific y Los Matreros.
En 1924 se jugó el primer partido organizado en Tucumán, entre el CASI y un combinado de jugadores de Buenos Aires, en el estadio de Atlético Tucumán.
En 1927 visitó nuevamente Argentina los British Lions con el nombre de Great Britain XV, capitaneados por David MacMyn, ganando los nueve partidos jugados, incluyendo los cuatro test match disputados con el seleccionado argentino.

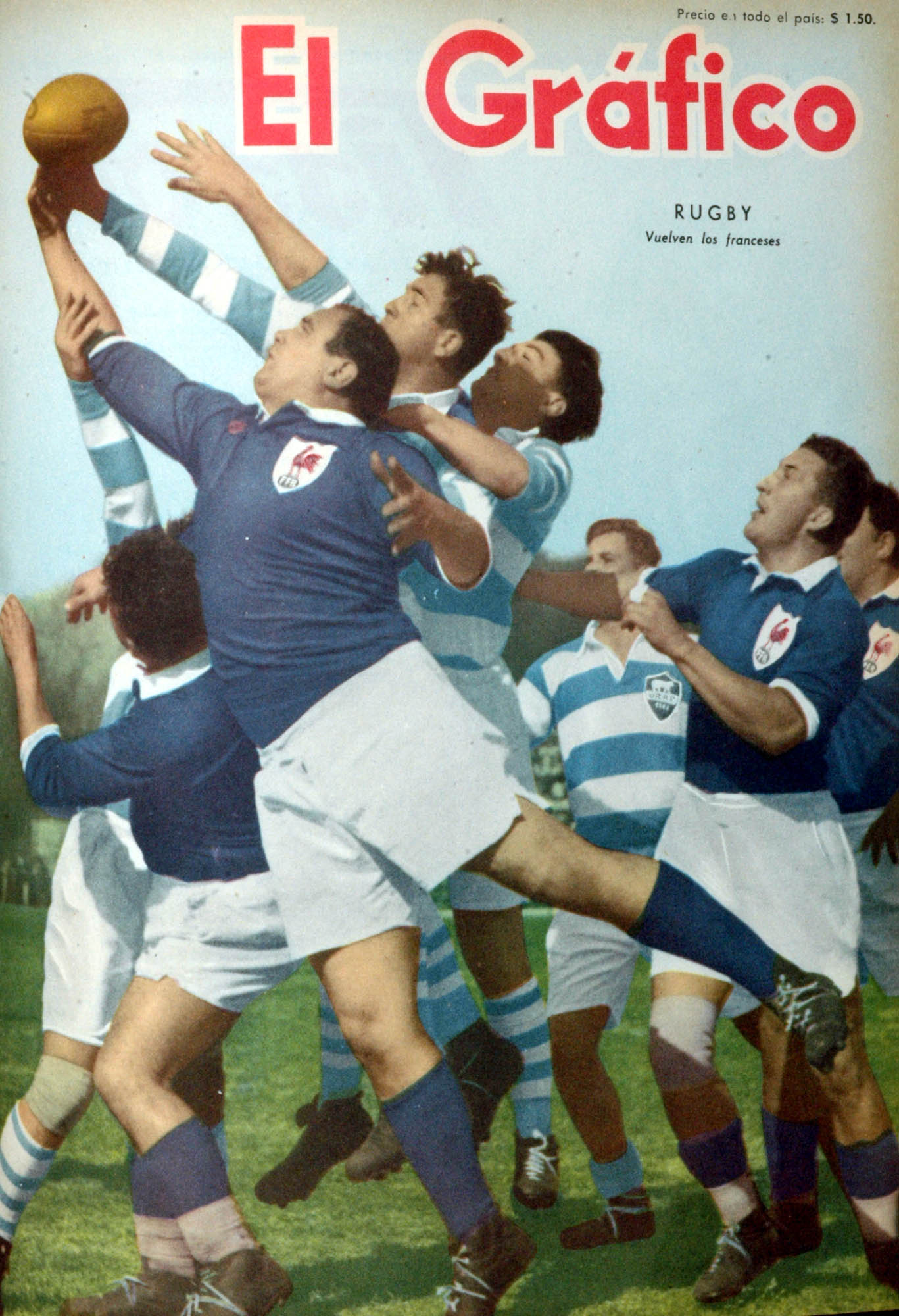
Tapa de El Gráfico destacando un partido entre Argentina y Francia. Año 1954.

En 1928 se fundó la Santa Fe Union Rugby en Rosario dando inicio al torneo local, a la vez que poco antes comenzó a practicarse rugby en San Juan y Mendoza.

### Década de 1930
En 1931 ganó el campeonato CUBA, con Alejandro Ahumada como capitán. En 1932 triunfó Gimnasia y Esgrima, brillando Hernán Davel, y visitó Argentina por primera vez el seleccionado sudafricano (los Springboks) que ganó todos sus partidos. En 1933 la Unión de Rugby suspendió a Hindú por incluir en el equipo a dos jugadores sudafricanos.
En 1935 salió campeón el Atlético de Rosario y un conflicto en el CASI, produjo el alejamiento de una gran cantidad de socios que fundan el San Isidro Club (SIC).
En 1936 se organizó un campeonato por invitación, para permitir la participación del club Old Georgian, que venía obteniendo excelentes resultados en tercera; el torneo fue ganado por Belgrano. Old Georgian salió segundo en 1936 y ganó los campeonatos de 1937, 1938 y 1939, este último compartido con Gimnasia y el SIC (que obtuvo su primer campeonato).
En 1936 se realizó una nueva gira de los British Lions a la Argentina, ganando todos sus encuentros por amplios marcadores y sin recibir tries en contra, incluyendo el único test match disputado.

### Década de 1940
En 1944 se fundó la Unión de Rugby del Norte, actual Unión de Rugby de Tucumán, y se disputó la primera edición del Campeonato Anual Tucumano. El torneo tuvo como campeón a Tucumán Rugby Club.

### Décadas de 1960 y 1970
En las década de 1960 y 1970 el rugby argentino comenzó a extenderse territorialmente, a diversificarse y a obtener algunos resultados internacionales favorables contra las principales potencias del mundo. En 1965 se inicia el Seven de Verano de Mar del Plata, que se volvería un torneo tradicional y de renombre internacional.

### Décadas de 1980 y 1990
En las décadas de 1980 y 1990 comienza a aceptarse algunas manifestaciones de rugby profesional, permitiendo que jugadores argentinos puedan jugar profesionalmente en otros países sin que por ello pierdan la posibilidad de integrar la selección argentina. En 1985 Hugo Porta fue considerado el mejor jugador de rugby del mundo por la International Rugby Board.
También en 1985 se jugaron los primeros partidos de rugby femenino, entre el club Gimnasia y Esgrima de Ituzaingó contra Alumni, y luego contra el Club Universitario de Concepción del Uruguay.
En 1987 se realizó la primera edición de la Copa Mundial de Rugby. Los Pumas fueron el único equipo iberoamericano en participar, finalizando en noveno lugar, entre dieciséis países. En adelante clasificará a todas las copas mundiales.
Ese mismo año, la selección juvenil, los Pumitas, comenzaron su participación en el Campeonato Mundial de Rugby M19, consagrándose campeones mundiales, título que repetirán en 1989, 1990, 1991, 1993, 1996 y 1997.
En 1999 se organizó la primera Serie Mundial de Rugby 7. La selección argentina fue seleccionada como una de las selecciones permanentes y el Seven de Mar del Plata fue elegido como una de las plazas de aquella serie inicial.

### Década de 2000
En la Copa Mundial de Rugby de 1999 los Pumas lograron por primera vez superar la etapa de grupos e ingresar a los play off, finalizando en la séptima posición.
En la Serie Mundial de Seven 2001/2002, la selección argentina obtuvo los subcampeonatos en los sevens de Chile y Singapur. La tercera Copa del Mundo de Rugby 7 fue realizada en 2001 en la ciudad argentina de Mar del Plata, consagrándose subcampeones los Pumas 7. En la Serie Mundial de Rugby 7 2003-04 la selección argentina obtuvo su primer campeonato, venciendo en la final del seven de Estados Unidos a Nueva Zelanda. 
En la Copa Mundial de Rugby de 2007 los Pumas clasificaron primeros en su grupo y finalizaron terceros, venciendo 34-10 a Francia y sorprendiendo al mundo del rugby.
En la Copa del Mundo de Rugby 7 de 2009, Argentina volvió a consagrarse subcampeón. 
El buen resultado obtenido la Copa Mundial, permitió a la UAR gestionar una participación más activa en el primer nivel de competencias regionales mundial de rugby-15, que se concretaría en la década siguiente con el ingreso de Argentina a la Vodacom Cup, al torneo de selecciones del hemisferio Sur (Trinations) y al Súper Rugby.

### Década de 2010
La década de 2010 fue de gran expansión y consolidación para el rugby argentino. 
En 2010 la UAR fue invitada a participar con una franquicia en la Vodacom Cup sudafricana. Para ello creó Pampas XV, el primer equipo profesional argentino, que obtuvo el título en 2011. En 2014 y 2015 actuaron en la Pacific Challenge, ganando invictos el torneo en ambas oportunidades. La franquicia se disolvió cuando Argentina ingresó al Super Rugby, pero fue reflotada para actuar en el Super Rugby Américas, a partir de 2023.
En 2011 la UAR organizó el primer Torneo Nacional de Clubes femenino, el campeonato más importante y federal del rugby femenino en el país, que desde 2019 se disputa en mayores y juveniles. 
A comienzos de la década comenzaron desarrollarse modalidades del rugby para que pudieran jugar personas con discapacidades, como el rugby mixed ability de inclusión de personas con y sin discapacidades, y el rugby en silla de ruedas.
En 2012 Argentina ingresó finalmente al torneo anual de selecciones del hemisferio Sur, renombrado The Rugby Championship, junto a Nueva Zelanda, Sudáfrica y Australia. En 2015 obtuvo el tercer puesto desplazando Sudáfrica.
En 2016 la Zanzar, integrada por las uniones de rugby de Sudáfrica, Nueva Zelanda y Australia, acordaron el ingreso del rugby argentino al Súper Rugby, donde competían los mejores jugadores y equipos del hemisferio Sur. Para ello la UAR creó una franquicia profesional con el nombre de Jaguares. Los Jaguares fueron mejorando su nivel hasta salir subcampeones en 2019.  
Los Juegos Olímpicos de Río de Janeiro 2016 incluyeron el rugby 7 como deporte olímpico. Los Pumas 7 salieron quintos, luego de perder en tiempo suplementario con Gran Bretaña.
En 2017, los Pumpas, representante argentino del rugby mixed ability se consagraron campeones mundiales.
En la Copa Mundial de Rugby de 2019 los Pumas quedaron terceros en su grupo, sin lograr clasificar a la etapa eliminatoria, finalizando novenos.

### Década de 2020
En los Juegos Olímpicos de Tokio 2020 los Pumas 7 obtuvieron la medalla de bronce, aportando una de las tres medallas olímpicas obtenidas por la delegación argentina.
En la Serie Mundial de Rugby 7 2022-23 los Pumas 7 obtuvieron el subcampeonato.
En la Copa Mundial de Rugby de 2023 los Pumas volvieron a obtener un buen resultado, finalizando cuartos.

## Actualidad
El rugby ha tenido un crecimiento importante a nivel nacional en los últimos 10 años en cuanto a calidad de juego, cantidad de jugadores, cantidad de seguidores y cantidad de televidentes. Si bien el rugby en Argentina se practica desde fines del siglo de 1800, recién ha tenido un gran crecimiento en la última década (2007-2017).

## Torneos de clubes
El rugby interclubes en Argentina tiene distintos torneos, según ámbito geográfico (interno de cada unión, regionales y nacionales), género (femeninos o masculinos), edad y modalidad (rugby 15, seven, rugby 12 y rugby 10).

### Torneos nacionales
- Torneo Nacional de Clubes es una competición de rugby 15 masculino, a nivel nacional, organizada por la UAR desde 1993. La competición involucraba a 16 equipos, que están divididos en diferentes zonas. Quienes clasificaban a los cuartos de final son los dos primeros equipos de cada zona. Actualmente el torneo se disputa entre el campeón del Top12 de la URBA y el Campeón del Torneo del Interior A.
- Torneo Nacional de Clubes Femenino es una competición de rugby 12 femenino, a nivel nacional, organizada por la UAR desde 2011.

### Torneos regionales
- Torneo del Interior A es una competición de rugby 15 masculino para los clubes del interior de Argentina, organizada por la UAR desde 1998. Es un torneo clasificatorio para el Torneo Nacional de Clubes.

### Torneos internos de cada unión
En Argentina existen 25 uniones locales, provinciales o regionales afiliadas a la UAR, que organizan sus propios torneos internos en las diversas modalidades y géneros:
- Alto Valle de Río Negro y Neuquén (Unión de Rugby del Alto Valle de Río Negro y Neuquén)
- La Rioja y Catamarca (Andina)
- Chubut y Santa Cruz (Austral)
- Córdoba (UCR)
- Entre Ríos (Unión Entrerriana de Rugby)
- Formosa (URF)
- Zona cordillerana de Chubut, Neuquén y Río Negro (Lagos del Sur
- Zona marítima de Chubut (Unión de Rugby del Valle de Chubut)
- Jujuy (Unión Jujeña de Rugby)
- Mar del Plata (URMDP)
- Mendoza (Cuyo),
- Misiones (Urumi)
- Corrientes y Chaco (Unión de Rugby del Nordeste)
- Rosario (URR)
- Este de la Provincia de Buenos Aires, CABA y de Santa Fe (URBA)
- Oeste de la Provincia de Buenos Aires (Unión de Rugby del Oeste de Buenos Aires)
- Sur de la Provincia de Buenos Aires y Viedma (Unión de Rugby del Sur)
- Salta (URS)
- San Juan (USR)
- San Luis (Unión de Rugby de San Luis)
- Santa Cruz (Unión Santacruceña de Rugby)
- Santa Fe (Unión Santafesina de Rugby)
- Santiago del Estero (Unión Santiagueña de Rugby)
- Tierra del Fuego (Unión de Rugby de Tierra del Fuego)
- Tucumán (Unión de Rugby de Tucumán)

## Rugby 7
El principal torneo de rugby 7 de Argentina es el Seven de Mar del Plata, que en dos ediciones formó parte de la Serie Mundial de Seven de la IRB. Actualmente compiten selecciones nacionales, provinciales y clubes en distintos formatos, al igual que el Súper Seven de Corrientes tiene un formato similar.
El Seven de la República se disputa desde 1981. El torneo se limitó a la competencia entre varones hasta 2016. Desde ese año se disputan el Seven de la República Masculino y el Seven de la República Femenino.
El Seven de Olivos se juega desde 1976 entre los clubes de la Unión de Rugby de Buenos Aires.
La selección de rugby 7 de Argentina ha ganado múltiples ediciones del Seven Sudamericano Masculino, cuatro ediciones del Seven de Punta del Este y dos del Seven de Estados Unidos. En la Copa Mundial logró el vicecampeonato en 2009.

## Rugby inclusivo adaptado
Dos modalidades de rugby adaptado para incluir la participación de personas con discapacidades han logrado un amplio desarrollo en argentina: el rugby mixed ability y el rugby en silla de ruedas (quad rugby).
El rugby mixed ability en Argentina, una propuesta inclusiva de base ética para jugadores con y sin discapacidad, surgió en 2011. Hasta 2023 no había sido reconocido por la Unión Argentina de Rugby. Es practicada por varias decenas de equipos en más de quince provincias. Desde 2015 Argentina participa con varios equipos en los torneos internacionales organizados por la International Mixed Ability Sports (IMAS). El seleccionado Los Pumpas XV se consagró campeón mundial en 2017.
El rugby en silla de ruedas (quad rugby) en Argentina ha alcanzado un amplio desarrollo. anualmente se realiza un torneo nacional con participación de equipos de Buenos Aires, Córdoba, Rosario, Santa Fe, Tucumán (Tucumán Rugby) y las selecciones de Paraguay y Uruguay. Entre los principales equipos se encuentran Caranchos (SIC, Buenos Aires), Halcones (Buenos Aires), Dogos (Córdoba), Los Toros Old Resian (Rosario), Siriri (CILSA, Santa Fe, Tucumán Rugby (Tucumán). La selección masculina nacional, llamada Los Ocelotes, ha clasificado para los Juegos Parapanamericanos.

## Torneos internacionales

### Argentina en mundiales
Los Pumas (apodo de la selección Argentina) participaron en todos los mundiales que se disputaron, quedando en la primera ronda en los mundiales de Nueva Zelanda 1987, Inglaterra 1991, Sudáfrica 1995 y Australia 2003, en el mundial de Gales 1999 quedó afuera en cuartos de final al igual que en Nueva Zelanda 2011. En la Copa Mundial de Rugby de 2007 disputada en Francia finalizó en el tercer lugar, ganándole a potencias del rugby: a Francia en el partido inaugural y en el partido por el tercer puesto; a Irlanda en primera ronda y a Escocia en cuartos de final. En la Copa del Mundo de Rugby 7 de 2009, Argentina obtuvo el subcampeonato.

### The Rugby Championship
Los Pumas participan desde 2012 en The Rugby Championship, junto a las selecciones de Nueva Zelanda (All Blacks), Australia (Wallabies) y Sudáfrica (Springboks). Luego de salir última en las tres primeras ediciones, salió tercera en 2015, superando a Sudáfrica.

### Americas Rugby Championship
La selección argentina ganó todas las ediciones del torneo Americas Rugby Championship que se realiza desde 2009. Hasta la edición de 2015 Argentina participó de la competencia con una selección de nivel B bajo el nombre de "Jaguares". Desde 2016 Argentina participa de la competencia con un seleccionado de menor nivel que antes, bajo el nombre de Argentina XV.

### Super Rugby
Desde 2016, Jaguares, que es una franquicia-equipo de Argentina organizada por la UAR, participa del torneo llamado Super Rugby. En este torneo además compiten seis equipos sudafricanos, cinco equipos neozelandeses, cinco equipos australianos y un equipo japonés. Dicho torneo es una competencia internacional de clubes y franquicias que se realiza desde 1992 y que está organizada por SANZAAR (un organismo integrado por las federaciones de rugby de Nueva Zelanda, Australia, Sudáfrica y Argentina).
La mayoría de jugadores del equipo de Jaguares actúan en la selección argentina mayor de rugby ("Los Pumas"). Este hecho no hace que Jaguares represente a Argentina a nivel selección, como sí lo hacen Los Pumas y Argentina XV, más bien representan a Argentina a nivel de clubes-equipos.

### Vodacom Cup y Currie Cup
Los Pampas XV compitieron en la Vodacom Cup sudafricana desde 2010 hasta 2013, obteniendo el título en 2011. El equipo se disolvió cuando se creó la franquicia del Super Rugby.
En 2019, los Jaguares XV debutaron en la Currie Cup.

### Campeonato Sudamericano
Argentina participó hasta 2013 del Campeonato Sudamericano de Rugby, ganando todas las ediciones menos la de 1981, en la que no participó.
Desde 2014 Argentina participa en el torneo Sudamérica Rugby Cup, establecida como la primera división del campeonato sudamericano, ganando todas las ediciones hasta 2016.

### Selecciones alternativas
En Argentina existen selecciones de rugby que no son reconocidas por la Unión Argentina de Rugby:
- rugby universitario (Choiques)
- rugby de veteranos (Pumas Classic)
- rugby de sordos (Rugby Sordos Argentina)
- rugby en silla de ruedas (Los Ocelotes)
- rugby inclusivo (Pumpas XV).[39]

## Polémica y controversias
La cultura del rugby ha sido asociada con una serie de asesinatos, y hechos violentos, así como también con actos de racismo, machismo y homofobia, protagonizados por sus jugadores.
- El 19 de enero de 2006, un grupo de 4 rugbistas (Carlos Andrés Gallino Yanzi, Horacio Pozo, Eduardo y Lautaro Braun Billinghurst) asesinaron a golpes y de un piedrazo a Ariel Malvino (21) en Ferrugem, Brasil.[40]
- El 21 de noviembre de 2018, un altercado violento en contra de Jonathan Castellari, quien fue golpeado por un grupo de 7 rugbiers por el hecho de ser homosexual, el caso fue clasificado como un delito de odio con agravante por orientación sexual.[41]
- El 18 de enero de 2020, la muerte de Fernando Báez Sosa, quien fue brutalmente golpeado en la puerta de un boliche de la localidad balnearia de Villa Gesell por un grupo de 10 personas, grupo mayormente conformado por rugbistas.[42][43]
- En 2020 se produjo un escándalo público cuando se conocieron tuits de varios «pumas», de contenido racista y misógino.[44]

## Derechos de transmisión por televisión
ESPN transmite en exclusiva y en vivo los test-matches de Los Pumas a través de ESPN 2 o ESPN 3  y por la plataforma ESPN Play, además de los torneos de la URBA, Interior y el Nacional de Clubes en vivo a través de ESPN Extra. También transmite en Argentina el Rugby Championship, los test matches de junio y noviembre, el Super Rugby, el Top 14 de Francia y la Copa de Campeones Europea de Rugby. Fox Sports transmite la Serie Mundial de Rugby 7 masculina en forma exclusiva y en vivo a través de sus respectivas señales y por la plataforma Fox Play. TyC Sports transmite también los test-matches de Los Pumas y los partidos vibrantes del Nacional de Clubes en exclusiva y en vivo.